# Abstinenssyndrom från antidepressiva substanser
Abstinenssyndrom från antidepressiva substanser avser tillstånd som kan uppstå efter utsättning eller nedtrappning av antidepressiva substanser som tagits kontinuerligt under minst en månad. Symtomen kan inbegripa självmord, influensaliknande symtom, sömnproblem, illamående, dålig balans, sensoriska förändringar och ångest. Avtändningen börjar vanligtvis inom tre dagar och kan pågå i flera månader. Psykos uppstår dock inte särskilt ofta.

## Tecken och symtom

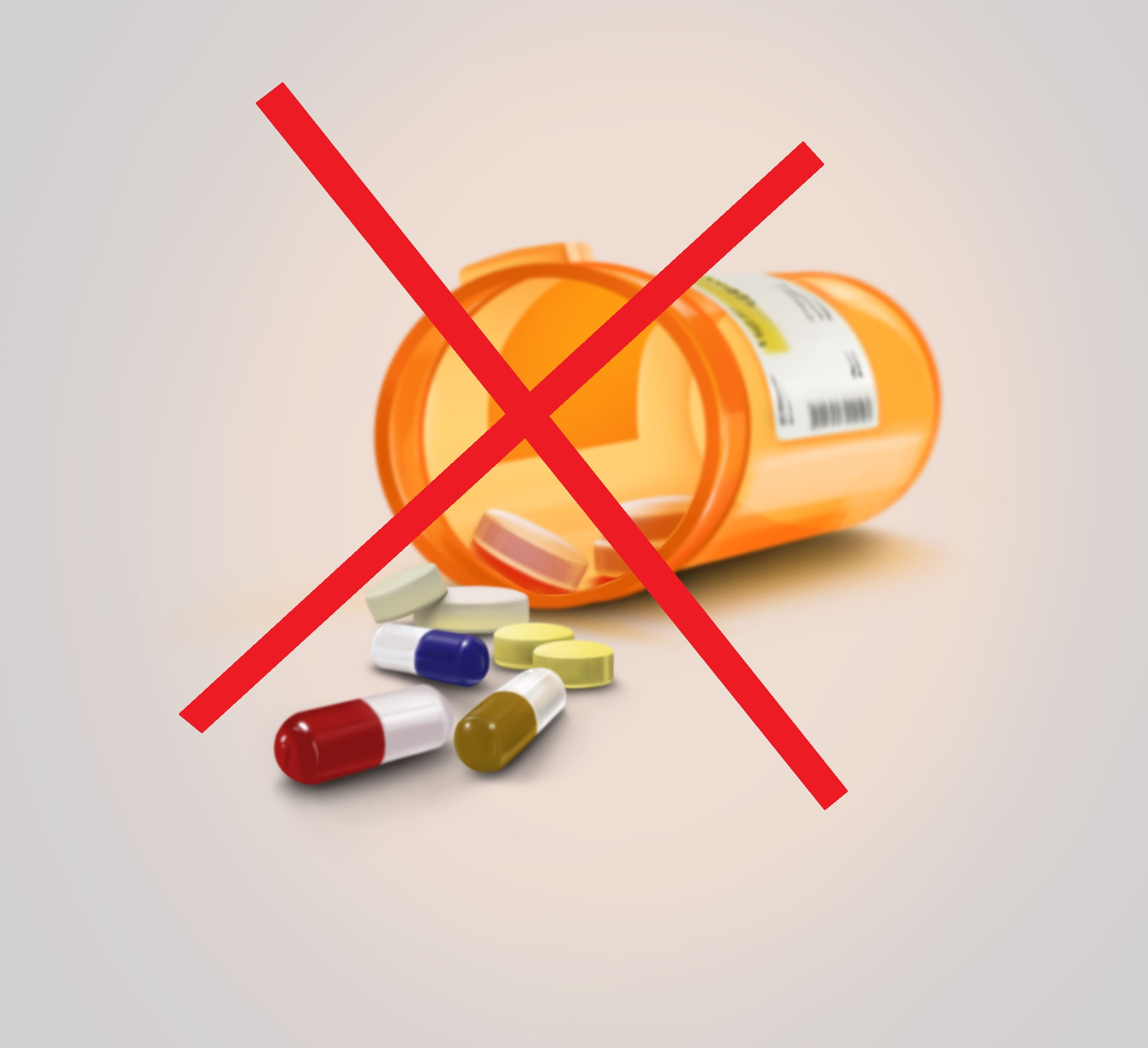
Att tända av från olika antidepressiva substanser kan ge olika bieffekter.

Personer som drabbas av abstinenssyndrom från antidepressiva substanser har tagit antidepressiva substanser i minst fyra veckor och har nyligen slutat ta dessa, oavsett om detta skett plötsligt, eller via en snabb nedtrappning, eller om problemen uppstår varje gång dosen minskas genom en långsam nedtrappning. Ett antal rapporterade symtom är influensaliknande (illamående, kräkningar, diarré, huvudvärk, svettning) och sömnstörningar (sömnlöshet, mardrömmar, konstant insomni). Andra är av mer sensorisk natur. Rörelsestörningar har också rapporterats, inklusive balansstörningar, skakningar, svindel, yrsel och elektriska chockliknande upplevelser i hjärnan, ofta beskrivna av människor som upplevt dessa som "hjärnzappar". Humörstörningar som dysfori, ångest eller ilska rapporteras också, liksom kognitiva störningar som förvirring. 